# روور (ئی‌پی)
روور (انگلیسی: Rover) سومین آلبوم چندآهنگه (ئی‌پی) خواننده کره‌ای کای از گروه اکسو است. این آلبوم در ۳۰ نوامبر ۲۰۲۱ توسط اس‌ام انترتینمنت منتشر شد. این ئی‌پی شامل شش ترانه از جمله تک‌آهنگ آغازین با همین نام است. آلبوم فیزیکی در پنج نسخه مختلف (۲ نسخه فوتوبوک، یک نسخه اسلیو، یک نسخه دیجی‌پک و یک نسخه اس‌مینی) در دسترس است.

## جدول‌ها
| جدول (۲۰۲۳)                       | بهترین جایگاه |
| --------------------------------- | ------------- |
| آلبوم‌های ژاپنی (اوریکون)          | ۱۲            |
| آلبوم‌های ترکیبی ژاپنی (اوریکون)   | ۱۹            |
| آلبوم‌های داغ ژاپنی (بیلبورد ژاپن) | ۸             |
| آلبوم‌های کره جنوبی (گائون)        | ۱             |

| جدول (۲۰۲۳)                | بهترین جایگاه |
| -------------------------- | ------------- |
| آلبوم‌های کره جنوبی (گائون) | ۸             |

## فروش‌ها
| منطقه     | فروش‌ها  |
| --------- | ------- |
| ژاپن      | ۴٬۰۵۵   |
| کره جنوبی | ۲۴۵٬۲۱۲ |

## تاریخچه انتشار
| منطقه     | تاریخ        | فرمت                  | ناشر        |
| --------- | ------------ | --------------------- | ----------- |
| مختلف     | ۱۳ مارس ۲۰۲۳ | دانلود دیجیتال استریم | اس‌ام دریموس |
| کره جنوبی | ۱۳ مارس ۲۰۲۳ | سی‌دی                  | اس‌ام دریموس |
| کره جنوبی | ۱۷ مارس ۲۰۲۳ | اس‌ام‌سی                | اس‌ام دریموس |